# 环戊烯并［cd］芘
环戊烯并[cd]芘是一种有机化合物，化学式为C18H10。它可以1,8-二乙炔基蒽为原料，经多步反应制得。它催化加氢可以得到3,4-二氢环戊烯并[cd]芘。